# Pseudoteloclerus cyanipennis
Pseudoteloclerus cyanipennis is een keversoort uit de familie mierkevers (Cleridae). De wetenschappelijke naam van de soort is voor het eerst geldig gepubliceerd in 1930 door Pic.